# Фредерік П'єтрушка
Фредерік П'єтрушка (фр. Frédéric Pietruszka, нар. 13 травня 1954) — французький фехтувальник на рапірах, олімпійський чемпіон (1980 рік), дворазовий бронзовий призер (1976 та 1984 роки) Олімпійських ігор, чемпіон світу.

## Виступи на Олімпіадах
| Олімпіада         | Дисципліна           | Місце |
| ----------------- | -------------------- | ----- |
| Монреаль 1976     | індивідуальна рапіра | 5     |
| Монреаль 1976     | командна рапіра      | 3     |
| Москва 1980       | індивідуальна рапіра | 8     |
| Москва 1980       | командна рапіра      | 1     |
| Лос-Анджелес 1984 | індивідуальна рапіра | 4     |
| Лос-Анджелес 1984 | командна рапіра      | 3     |